# 제시카 마레
제시카 마레(Jessica Marais, 1985년 1월 29일 ~ )는 오스트레일리아의 배우이다.

## 출연 작품
- 카를로타 (2014)
- 댓 슈가 필름 (2014)
- 비행기 (2013)
- 매직 시티 시즌2 (2013)
- 매직 시티 (2012)
- 니들 (2010)